# Boridae
Boridae es una pequeña familia de coleópteros polífagos que  viven bajo la corteza de las coníferas muertas.

## Descripción
Son escarabajos planos de tamaño medio (aproximadamente 9-15 mm), oblongos, mate y peludos, de color marrón o negro. La cabeza es bastante grande y plana, con mandíbulas prominentes. La cabeza está claramente estrechada por detrás. Las antenas son relativamente cortas, en forma de collar de perlas.  Las patas son cortas y delgadas. Las larvas se parecen mucho a las larvas de escarabajos cardenales (Pyrochroidae).

## Historia natural
Las larvas viven bajo la corteza de los troncos muertos de conífera donde se alimentan del cámbium. Boros schneideri  se encuentran en gran parte de Europa, pero es rara en todos los lugares y se enumera en la UE en la lista de especies incluidas en el Apéndice II, especialmente en las que se debe implementar para portegerlas.

## Géneros
- Subfamilia: Borinae
  - Géneros: Boros - Lecontia
- Subfamilia: Synercticinae
  - Géneros: Synercticus